# Вёх ядовитый
Вёх ядови́тый, или Вех ядови́тый, или цикута (лат. Cicúta virósa) — многолетнее травянистое растение рода Вёх семейства Зонтичные (лат. Umbellíferae), или Сельдерейные (лат. Apiáceae). Единственный вид рода, произрастающий в Евразии.

## Название
Научное родовое название Cicūta происходит от др.-греч. kiein — «быть пустым, полым»; по пустотелым стеблям и воздушным камерам, имеющимся в корневище.
Русское родовое название вех — слово неясной этимологии. Существует легенда о происхождении украинского названия Бехъ, повествующая о битве между татарами и казаками, из костей которых выросла трава, кричавшая «бехъ».
Видовой эпитет virosa (ядовитая) образован от лат. virus — яд. Русский видовой эпитет является калькой с латинского.
Народные названия: кошачья/собачья петрушка, вя́ха, водяной оме́г, оме́жник, водяная бе́шеница, болиголо́в, мутник, гори́голова́, головоло́м, собачий дя́гиль.

## Ботаническое описание

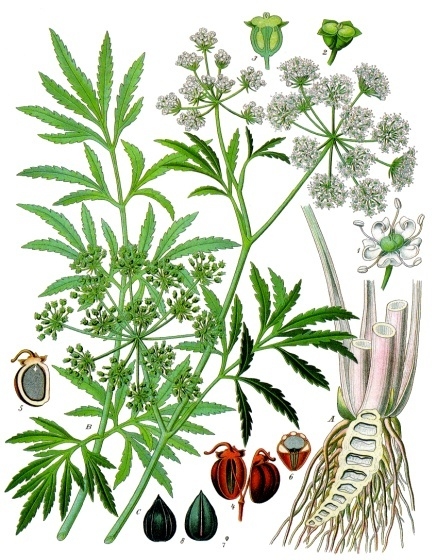

Многолетнее травянистое растение высотой до 50—120 (редко до 160) см с характерным вертикальным белым мясистым корневищем (стеблекорнем) с немногочисленными отходящими от него шнуровидными корнями. При продольном разрезе корневища обнаруживается ряд разделённых поперечными перегородками камер, наполненных жидкостью желтоватого цвета — характерный отличительный признак вёха.
Стебель при основании 4—11 мм в диаметре, одиночный, гладкий, тонкобороздчатый, в междоузлиях полый, дудчатый; вверху ветвится с боковыми ветвями, перерастающими центральный зонтик; в нижних узлах с придаточными корнями.
Листья крупные, 10—35 см длиной и 10—30 см шириной, длинночерешковые, влагалищные, голые, по краям острозубчатые, дважды перистые или дважды тройчатые, нижние — почти трижды перисто-рассечённые с линейно-ланцетными, остроконечными и остропильчатыми листочками. Прикорневые листья на длинных полых черешках, в основании расширенных в яйцевидное влагалище. Стеблевые листья дважды-трижды рассечённые, черешковатые с надвздутыми влагалищами, уменьшаются и упрощаются по мере приближения к вершине. Устьица аномоцитные.
Мелкие обоеполые или тычиночные цветки собраны в сложные (двойные) зонтики 5—12 см в диаметре, с 8—20 голыми лучами. Зонтички шаровидной формы, до 2 см в диаметре, с 30—50 тонкими лучами. Отдельный цветок построен по пятерной системе. Обёртки обычно отсутствуют (важное отличие от болиголова пятнистого), однако имеются обёрточки с 6—12 листочками у каждого зонтичка. Лепестки белые, обратнояйцевидные, с узкой, загнутой внутрь долькой. У обоеполых цветков зубцы чашечки хорошо заметны, на верхушке заострённые, листовидные. Тычиночные цветки в главном зонтике редки, встречаются в середине боковых зонтиков. Они от обоеполых цветков отличаются недоразвитием завязи и столбика. Подстолбия плоские.
Плоды мелкие, длиной 1,5—2,5 мм, состоящие из двух полушаровидных семянок коричневого цвета; с наружной стороны каждой семянки находятся пять широких продольных рёбер; внутренние стороны каждой семянки обращены друг к другу, почти плоские, более светлой окраски, с широкой тёмной полосой посередине.
Цветёт в июне—августе, плодоносит в июле—сентябре.

Число хромосом: 2n = 22.
|                                                               |  |  |  |
| Слева направо: общий вид; зонтичек; обёрточка зонтичка; лист. |  |  |  |

## Распространение
Вёх ядовитый распространён на территории Восточной Европы, а также в северных частях Западной Европы, Азии и Северной Америки. В России он растёт почти повсеместно.

## Экология
Вёх ядовитый произрастает на низинных и переходных болотах, марях, низких болотистых лугах, по топким берегам рек, ручьёв и прудов, в канавах, там, где есть достаточное количество воды. Весной растёт быстрее других и на общем фоне выделяется своей величиной, привлекая внимание животных.

## Токсикология

### Эпидемиология
Зелень, и особенно корневище, имеют специфический пряный запах, который напоминает запах съедобного сельдерея (Apium graveolens L.) и приятный вкус, напоминающий брюкву или редьку, в связи с чем растение по ошибке употребляется в пищу, чаще детьми.
По данным токсикологических центров США (AAPCC), с 1986 по 1996 год было зарегистрировано 19 смертельных отравлений цикутой, что делает это растение одной из самых частых причин летальных исходов при отравлении растениями. С 1983 по 2009 год из 45 зарегистрированных смертельных отравлений растениями в США более трети пришлось на вёх и дурман.

### Токсичность

Химическая структура цикутоксина

Вёх является одним из самых ядовитых растений. Токсичны все части растения, особенно корневище. Смертельная доза для крупного рогатого скота — 200—250 г, для овец — 60—80 г. При высушивании и силосовании токсичность кормов сохраняется.
Ядовитым началом является аморфный цикутоксин из группы судорожных ядов. Его содержание доходит до 0,2 % в свежем и до 3,5 % в сухом корневище. Цикутоксин хорошо, без остатка, растворяется в эфире, хлороформе, а также в кипящей воде и щелочных растворах. При действии концентрированных кислот и щёлочей цикутоксин разрушается. По современным данным, он не является ни алкалоидом, ни гликозидом, ни производным пирона и имеет химическую структуру, изображённую на иллюстрации. Кроме того, в растении содержится эфирное масло — цикутол (в плодах до 1,2 %) с разнообразными терпенами.
Корневище вёха особенно ядовито ранней весной и поздней осенью. Однако, и в другое время года его токсичность сохраняется и остаётся высокой. Цикутоксин и другие ядовитые вещества вёха не разрушаются ни под воздействием высокой температуры, ни при длительной сушке.

### История изучения
Впервые ядовитость вёха была описана в 1697 году. Наиболее обстоятельное исследование ядовитых свойств вёха было произведено в 1870-х годах Рудольфом Бёмом в Дерпте. В 1875 году Бём впервые выделил цикутоксин в виде светло-жёлтых маслянистых капель, в дальнейшем переходящих в светло-бурую, однородную, тягучую, смолоподобную массу неприятного горького вкуса, без особого запаха.

### Патогенез
Точный механизм конвульсогенной активности яда не до конца понятен. Ряд исследователей предполагал, что судороги возникают вследствие холинергического перевозбуждения ретикулярной формации или базальных ганглиев, однако опыты на животных показали, что антихолинэргические средства не предотвращают развитие у них судорог и не повышают порог судорожной активности. В настоящее время считается, что токсичные C17-полиацетилены, к группе которых относится цикутотоксин, действуют как неконкурентные антагонисты рецепторов гамма-аминомасляной кислоты (ГАМК) в центральной нервной системе, что ведёт к нарастающей деполяризации нейронов и развитию судорог.

### Клиническая картина
Смерть при отравлении цикутоксином возникает в течение примерно 10 часов вследствие нарастающей судорожной активности, за которой следуют паралич дыхания и остановка сердца. Клонико-тоническим судорогам предшествуют начальные симптомы отравления, которые развиваются через 20—30 мин после съедания корневища: беспокойство, общая слабость, интенсивное потоотделение, слюнотечение (гиперсаливация), вздутие живота, дрожь, повышенная возбудимость, частое отделение мочи и кала, головная боль, мидриаз, затруднённое дыхание, учащённое сердцебиение, тошнота и рвота, мелкие подёргивания мышц головы. При тяжёлых отравлениях судорожные приступы могут быстро следовать один за другим.

### Диагностика и лечение
Диагноз ставят на основании анамнеза и характерной клинической картины. Для распознавания употреблённого в пищу вёха делают продольный срез остатков или непереваренных корневищ и корней и рассматривают под микроскопом — видны овальные полости, заполненные желтоватым смолистым веществом.
Без лечения умирает до 70 % отравившихся вёхом. При отсутствии симптомов и при лёгких формах отравления первая помощь для употребивших какие-либо части растения в пищу заключается в приёме сорбентов, таких как активированный уголь из расчёта 0,5—1 г/кг веса для детей и более высоких доз для взрослых. Больным с судорогами дают бензодиазепины или фенобарбитал. В случае выраженной симптоматики прибегают к различной поддерживающей терапии, включающей гемодиализ для предупреждения развития почечной недостаточности, развивающейся вследствие рабдомиолиза. В случае своевременно начатого лечения прогноз благоприятный.

### Профилактика
Разъяснительная работа с населением (особенно с детьми) об опасности употребления в пищу неизвестных дикорастущих растений, особенно их корней и корневищ.
В целях профилактики отравления сельскохозяйственных животных имеет значение контроль за выпасом животных на сырых местах, особенно ранней весной и осенью при недостатке растительности.

## В истории
Ранее считалось, что греческий философ Сократ покончил с жизнью, приняв сок цикуты (399 г. до н. э.), однако в настоящее время полагают более вероятным, что он выпил напиток на основе болиголова пятнистого (Conium maculatum), поскольку вёх ядовитый является преимущественно северноевропейским видом, редким или отсутствующим в Средиземноморском регионе, что делает его использование в Греции маловероятным.
К тому же дозы «цикуты», используемой для греческих казней, иногда не хватало, и тогда приходилось использовать вторую чашку:
Выпили все, но яду недостало, а палач сказал, что не будет больше тереть, если не получит двенадцать драхм — столько, сколько стоила полная порция цикуты.из отчёта о казни Фокиона
Учитывая крайнюю токсичность вёха ядовитого, можно предположить, что речь шла всё же о болиголове.

## Значение и применение
Листья и корневища вёха ядовитого охотно поедает крупный и мелкий рогатый скот и лошади, что приводит к отравлению и гибели животных. Отравление происходит при выпасе животных на малопродуктивных пастбищах или выпасе голодного скота в местах обильного произрастания вёха. Зафиксирован случай, когда за три дня погибло свыше 400 голов крупного рогатого скота. В Курганской области в 1967—1969 годах было зарегистрировано отравление молодняка, при этом заболело около 150 голов, часть из них забили, а 10 животных пало. В Новосибирской области в 1968 году наблюдался случай отравления крупного рогатого скота в возрасте двух лет при поедании надземных частей вёха с корневищами на влажном заболоченном лугу, часть животных пала. Зафиксирован случай отравления лошадей при поедании сена..
Кролики не восприимчивы к содержащемуся в растении цикутоксину. Это растение также без вреда поедается ондатрой, обыкновенным бобром (Castor fiber) и другими грызунами. Вёх ядовитый входит в состав обычных летних кормов европейского лося (Alces alces Linnaeus).
Растение используется в народной медицине.

## Классификация

### Таксономия
Cicuta virosa L., 1753, Sp. Pl.: 255.
Вид Вёх ядовитый относится к роду Вёх семейства Зонтичные (Apiaceae) порядка Зонтикоцветные  (Apiales).
Кладограмма в соответствии с Системой APG IV
|  |                                      |  |                                   |                                   |                     |  | ещё 6 семейств | ещё 6 семейств |               |  |  |  | еще 4 подтверждённых вида и 4 в статусе «непроверенных» |
|  |                                      |  |                                   |                                   |                     |  | ещё 6 семейств | ещё 6 семейств |               |  |  |  | еще 4 подтверждённых вида и 4 в статусе «непроверенных» |
|  |                                      |  |                                   | порядок Зонтикоцветные            |                     |  |                |                | род Вёх       |  |  |  |                                                         |
|  |                                      |  |                                   | порядок Зонтикоцветные            |                     |  |                |                | род Вёх       |  |  |  |                                                         |
|  | отдел Цветковые, или Покрытосеменные |  |                                   |                                   | семейство Зонтичные |  |                |                | Вёх ядовитый  |  |  |  |                                                         |
|  | отдел Цветковые, или Покрытосеменные |  |                                   |                                   | семейство Зонтичные |  |                |                |               |  |  |  |                                                         |
|  |                                      |  | ещё 63 порядка цветковых растений | ещё 63 порядка цветковых растений |                     |  |                | ещё 447 родов  | ещё 447 родов |  |  |  |                                                         |
|  |                                      |  |                                   | ещё 63 порядка цветковых растений |                     |  |                |                | ещё 447 родов |  |  |  |                                                         |

### Синонимы

#### Гомотипные синонимы
- Cicutaria virosa Delarbre, 1800
- Selinum virosum E.H.L.Krause, 1904

#### Гетеротипные синонимы
- Cicuta angustifolia Kit., 1814
- Cicuta baldacciana Degen ex Bald., 1917
- Cicuta cellulosa Gilib., 1782
- Cicuta mackenzieana Raup, 1936
- Cicuta nipponica Franch., 1879
- Cicuta orientalis Degen, 1896
- Cicuta pumila F.Behm, 1887
- Cicuta tenuifolia Schrank, 1821
- Cicuta virosa f. angustifolia (Kit.) Regel, 1861
- Cicuta virosa var. angustifolia (Kit.) Schltdl., 1861
- Cicuta virosa  var. angustisecta Čelak., 1875
- Cicuta virosa  f. latisecta (Čelak.) Y.C.Chu, 1995
- Cicuta virosa var. latisecta  Čelak., 1875
- Cicuta virosa f. longiinvolucellata Y.C.Chu, 1977
- Cicuta virosa var. nipponica (Franch.) Makino , 1905
- Cicuta virosa var. orientalis Bald., 1891
- Cicuta virosa var. stricta Schultz, 1819
- Cicuta virosa var. tenuifolia (Schrank) Roth, 1891
- Cicutaria aquatica Lam., 1779
- Coriandrum cicuta  Roth, 1788
- Sium cicuta F.H.Wigg., 1780

## Комментарии
1. ↑  допускается написание и произношение вех